# Леруа, Жан-Франсуа
Жан-Франсуа Леруа (фр. Jean-François Leroy, 15 февраля 1915 — 8 февраля 1999) — выдающийся французский ботаник, теоретик, философ и литератор.   

## Биография
Жан-Франсуа Леруа родился 15 февраля 1915 года.
До 8 лет Леруа жил у своей бабушки, окружённый своими матерью и сестрой.
Его 225 публикаций (статей или книг) отражают почти все аспекты ботаники, которую он случайно обнаружил на перекрёстке карьеры, чётко ориентированной на философию и литературу.  
Жан-Франсуа Леруа умер 8 февраля 1999 года. 

## Научная деятельность
Жан-Франсуа Леруа специализировался на семенных растениях.

## Научные работы
- Études sur les Juglandaceae. À la recherche d'une conception morphologique de la fleur femelle et du fruit (диссертация)[3].